# Stachys simplex
Stachys simplex là một loài thực vật có hoa trong họ Hoa môi. Loài này được Schltr. miêu tả khoa học đầu tiên năm 1897.